# Pragmatizismus
Pragmatizismus (englisch pragmaticism) ist die Bezeichnung, die Charles S. Peirce für seine Philosophie etwa ab dem Jahr 1905 verwendete. 
Als Begründer des Pragmatismus wollte Peirce sich damit von den Inhalten distanzieren, die im Verlaufe der Zeit unter dem Begriff des Pragmatismus subsumiert wurden. Vor allem wendete er sich gegen die relativistische Nützlichkeitsphilosophie, die von vielen Pragmatisten als Grundprinzip der Wahrheit mit dem Pragmatismus gelehrt wurde (zum Beispiel Wahrheit als „Cash Value“ bei William James). Die Verwendung als Schlagwort habe dazu geführt, dass der Begriff „in der undankbarsten Weise missbraucht wurde, die Worte zu erwarten haben, wenn sie in die Krallen von Literaten fallen.“ (CP 5.414) Ironisch erläuterte Peirce, dass er sich entschlossen habe, „seinem Kind den Abschiedkuss zu geben und es einer höheren Bestimmung zu überlassen, während er zu dem präzisen Zweck, die ursprüngliche Definition auszudrücken, die Geburt des Wortes 'Pragmatizismus' zur Kenntnis zu nehmen bittet, das abstoßend genug ist, um vor Kidnappern sicher zu sein“.
In einem Brief begründete er die Unterscheidung dadurch, dass unter Pragmatismus nunmehr die Philosophie von Schiller, James, Dewey, Royce und anderen zu fassen sei. Die von ihm eingeführte Lehre – die ursprüngliche Form des Pragmatismus – solle nun Pragmatizismus heißen. Durch die zusätzliche Silbe (-zi) werde die Bedeutung genauer gekennzeichnet.
Die Kennzeichnung seiner Philosophie mit der Pragmatischen Maxime blieb auch nach dem Namenswechsel unverändert: 
Pragmatizismus war ursprünglich in Form der folgenden Maxime beschrieben: Überlege, welche Wirkungen, die denkbarerweise praktische Bedeutung haben können, Du dem Gegenstand Deines Begriffes zuschreibst. Dann ist Dein Begriff dieser Wirkungen der ganze Umfang Deines Begriffs des Gegenstandes.